# Tăng cường điện thế dài hạn

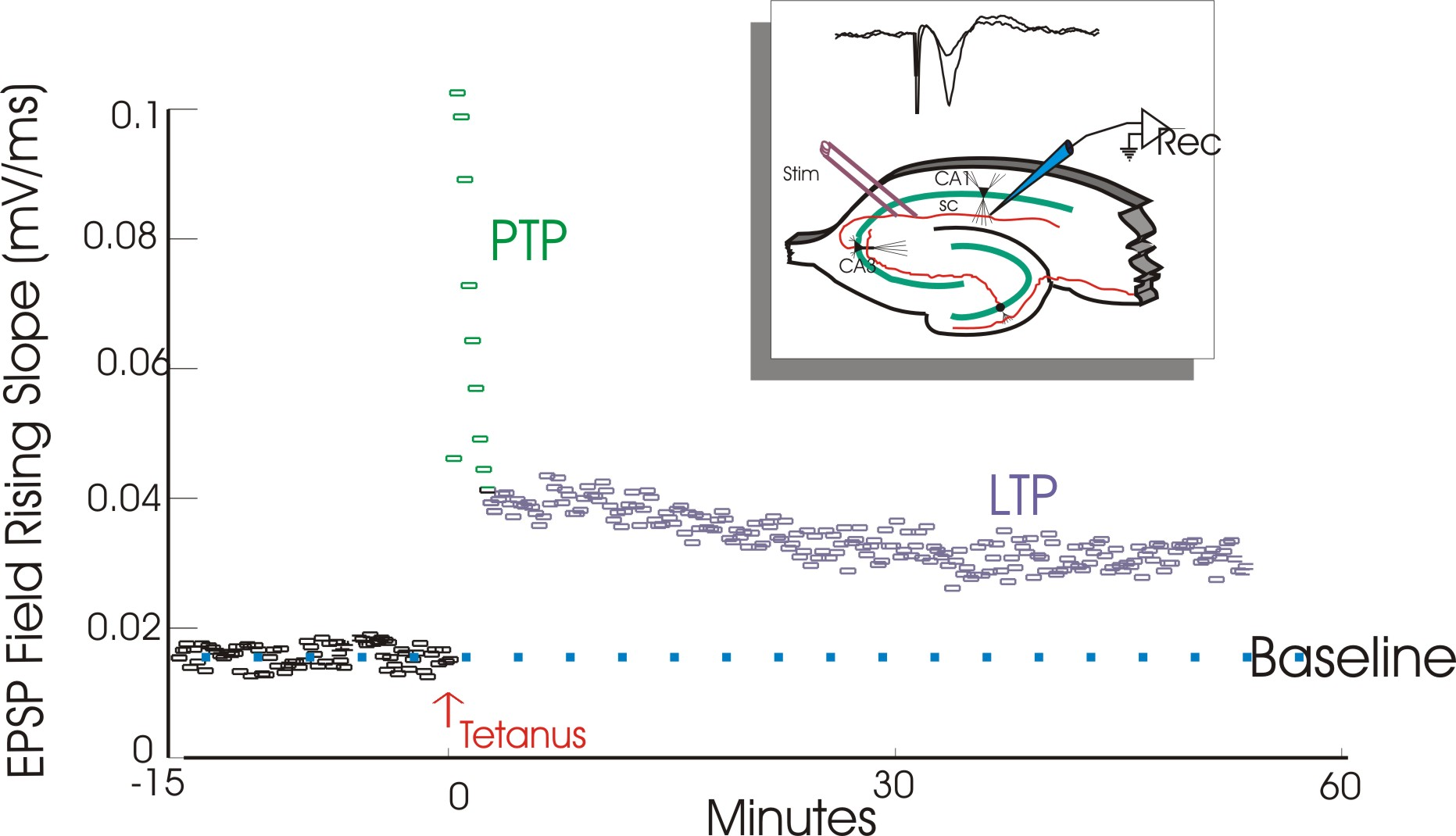
Tăng cường điện thế dài hạn (TCDH) là sự tăng cường độ hoạt động điện thế tương ứng kích thích tần số cao diễn ra ngay tại synap hóa học. Các cuộc nghiên cứu về quá trình TCDH này thường được tiến hành thực hiện trên các lát mỏng cắt từ hồi hải mã, một cấu trúc đóng vai trò quan trọng trong việc tiếp nhận kiến thức và hình thành trí nhớ. Trong các cuộc nghiên cứu như thế, hoạt động điện được ghi lại từ nhiều tế bào nơron và được biểu thị dưới dạng biểu đồ như hình. Biểu đồ này so sánh hiệu quả đáp ứng với các kích thích ở synap có trải qua hoạt động điện thế dài hạn so với các synap ít hoặc không xuất hiện hoạt động điện thế. Và kết quả cho thấy các synap trải qua hoạt động điện thế dài hạn có khuynh hướng đáp ứng điện thế đối với kích thích mạnh hơn nhiều so với các synap khác. Thuật ngữ tăng cường điện thế dài hạn đến từ việc đây là quá trình làm tăng "độ mạnh" của synap, tức có nghĩa làm tăng hoạt động điện thần kinh. Và hoạt động ảnh hưởng đến độ mạnh của synap này diễn ra trong một khoảng thời gian rất dài so với lại các quá trình sinh học khác.

Trong khoa học thần kinh, tăng cường điện thế dài hạn (TCDH)(tiếng Anh: Long-term potentiation) là một quá trình củng cố các hoạt động điện thế mới diễn ra tại synap. Quá trình này nhằm làm tăng cường truyền dẫn tín hiệu giữa hai nơron trong khoảng thời gian dài, dẫn đến tạo ra synap mới và hình thành nên "vết nhớ" (memory traces). Dưới góc độ sinh lý học, thì quá trình này chính là cơ chế của học và nhớ ở mức độ phân tử và là hạt nhân của quá trình điều kiện hóa (conditioning). Một quá trình khác đối nghịch lại hoàn toàn đó là ức chế điện thế dài hạn (ƯCDH) (long-term depression), cường độ hoạt động điện giảm đi ở synap trong thời gian dài. ƯCDH như là cơ chế xóa bỏ và dọn sạch những thông tin không cần thiết trong hoạt động sống và sự tồn tại của sinh vật. Điều này là cần thiết bởi cứ tăng tạo synap mới liên tục sẽ dẫn đến hiện tượng quá tải synap, lúc này không thể mã hóa tạo thông tin mới được nữa. TCDH với ỨCDH là hai dạng điển hình thể hiện tính thích ứng synap (Synaptic plasticity).
Khả năng của synap hóa học trong việc thay đổi độ mạnh của nó trong quá trình TCDH là một trong vài hiện tượng cơ bản nhằm giải thích cho tính thích ứng synap. Bởi vì synap thay đổi độ mạnh nên chúng "mã hóa" tạo ra trí nhớ. TCDH được biết đến rộng rãi và là một trong số các cơ chế chủ chốt ở mức độ tế bào là những viên gạch nền tảng mà nhờ đó việc học tập và hình thành trí nhớ mới có thể diễn ra.
Quá trình TCDH lần đầu tiên được khám phá và phát hiện ra ở hồi hải mã của não thỏ, bởi nhà sinh lý học chuyên khoa thần kinh người Na Uy Terje Lømo vào năm 1966. Và cho đến bây giờ vẫn là đề tài phổ biến trong giới nghiên cứu kể từ thời đó. Cho đến thời điểm hiện tại đã có nhiều công trình nghiên cứu về TCDH nhằm nỗ lực cố gắng đạt tới việc hiểu thấu đáo và toàn diện chức năng sinh học ở mức độ cơ bản, cùng với đó là mục đích nắm bắt mối liên kết, tìm hiểu ra nguyên nhân và kết quả giữa nó với quá trình học tập hành vi. Hơn nữa còn triển khai thêm nhiều phương pháp khác nhau, về phương diện dược lý học (pharmacology) hoặc là các lĩnh vực y học cơ sở khác, nhằm làm tăng cường TCDH để cải thiện cho sự học (learning) và nhớ (memory) trở nên tốt hơn và hoàn hảo hơn. TCDH cũng đồng thời là chủ đề đáng phải lưu tâm cho việc ứng dụng các nghiên cứu trên lâm sàng, chẳng hạn như là trong phạm vi lĩnh vực của bệnh Alzheimer và y học chuyên khoa nghiên cứu về các rối loạn hành vi nhận thức do nghiện và các tác nhân gây nghiện. 

## Lịch sử khoa học

### Hình thành học thuyết sơ khai cơ bản cho quá trình học tập

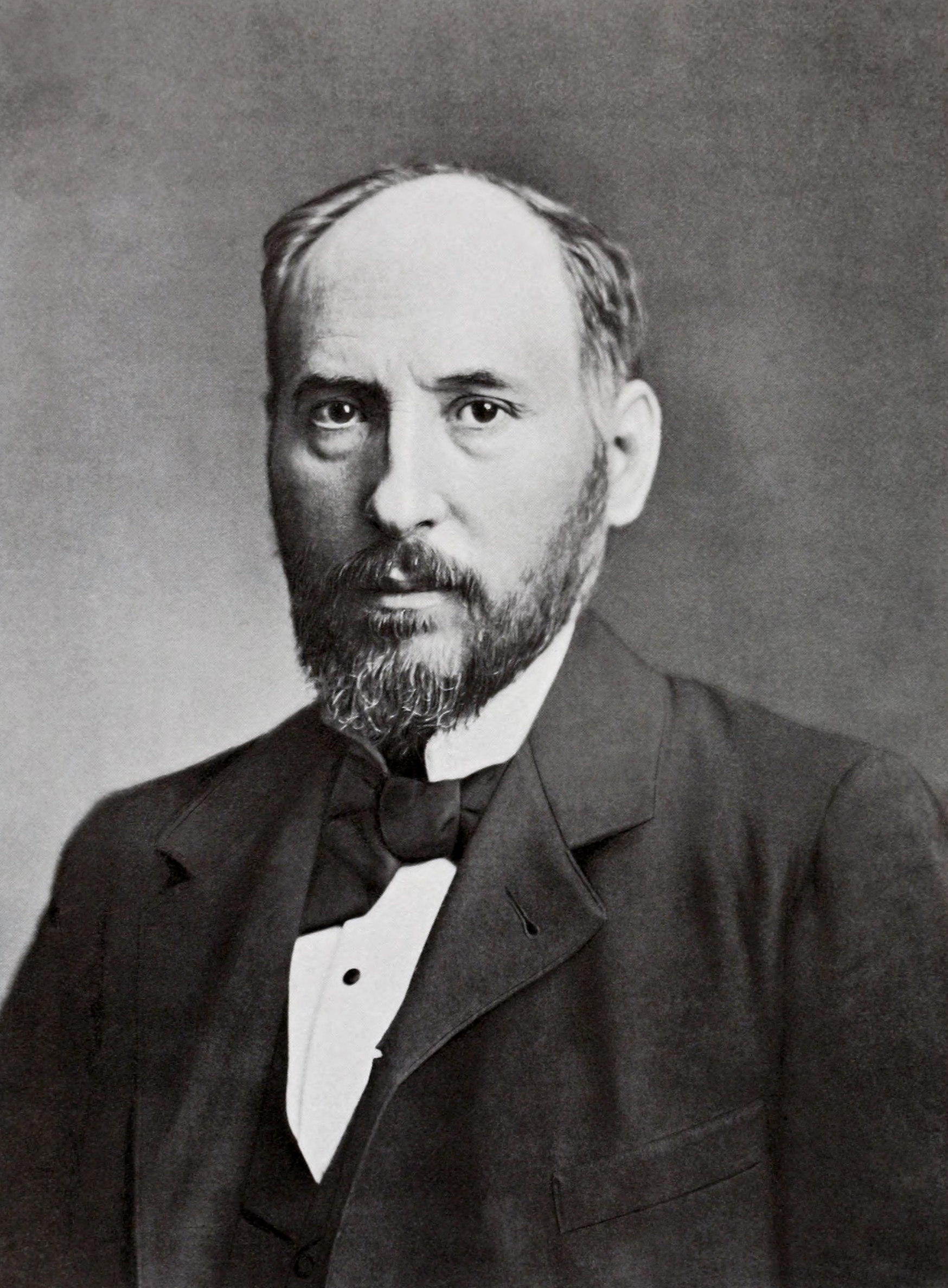
Vào thế kỷ thứ 19 nhà giải phẫu thần kinh người Tây Ban Nha Santiago Ramón y Cajal đưa ra giả thuyết trí nhớ có thể được lưu giữ qua synap, chính là khớp nối giữa các nơron cho phép chúng truyền đạt thông tin với nhau.

Vào khoảng cuối thế kỷ 19, các nhà khoa học hầu hết đều nhận ra rằng là số lượng nơron — đơn vị cấu tạo cơ bản của hệ thần kinh — có rất nhiều trong bộ não của người trưởng thành (phỏng chừng xấp xỉ khoảng 100 tỷ) và chỉ dừng lại ở đó. Theo như kết quả nghiên cứu cho thấy thì số lượng nơron không tăng lên một cách đáng kể nào khi mà tuổi tác con người tăng lên, như thế là đã đủ thuyết phục được các nhà sinh học thần kinh rằng trí nhớ về mặt tổng thể không phải là kết quả của sự tạo thành nơron mới. Điều này dẫn đến việc phát sinh vấn đề mới đó là cần phải lý giải việc trí nhớ có thể hình thành và tạo ra như thế nào trong điều kiện không có sự xuất hiện của các nơron mới. 
Santiago Ramón y Cajal là người đầu tiên trong số các nhà khoa học đương đại đưa ra giả thuyết cơ chế của tiến trình học tập không cần đến sự tạo thành các nơron mới. Trong bài diễn thuyết xuất sắc đã đạt được giải thưởng Croone danh giá vào năm 1894, ông đã đưa ra học thuyết trí nhớ có thể được tạo nên bằng cách củng cố sự kết nối (reinforcement) giữa các nơron hiện hành để tăng hiệu quả truyền tin giữa chúng. Vào năm 1949, Donald Hebb đưa ra học thuyết Hebb, nhấn mạnh lại ý tưởng của Ramón y Cajal đồng thời thêm vào luận điểm rằng các tế bào nơron tăng sinh thêm nhiều sự kết nối hơn tức nghĩa là chúng sẽ phải trải qua quá trình chuyển hóa và biến đổi synap để làm tăng thêm khả năng truyền thông tin, hình thành mạng lưới nơron từ những nơron đơn lẻ có diễn ra hoạt động điện thế: 
Giả sử rằng sự lặp đi lặp lại kích thích gây ra một phản xạ điện thế hoạt động (hay còn có thể gọi là "tín hiệu") thì sẽ có khuynh hướng duy trì trạng thái thay đổi của tế bào thần kinh và dần tạo nên tính ổn định.... Khi tế bào thần kinh A kích thích tế bào thần kinh B và lặp đi lặp lại liên tục kích thích, lúc này sẽ có một số quá trình thay đổi chuyển hóa diễn ra ở một trong hai hoặc là cả hai tế bào, và như thế là làm tăng hiệu quả truyền thông tin của tế bào thần kinh A.  
Năm 1964 Eric Kandel và cộng sự (et al.) là những nhà nghiên cứu tiên phong khi họ tiến hành khám phá TCDH trên loài sên biển Aplysia. Họ đã thử áp dụng kích thích cho nhiều tế bào thần kinh khác nhau trong mạng lưới thần kinh của loài sên biển. Kết quả đạt được cho thấy độ mạnh của synap đã thay đổi và các nhà nghiên cứu đưa ra giả thuyết tồn tại hình thức học tập với mức cơ bản trong con sên.
Dù cho các học thuyết về sự tạo lập trí nhớ này đến bây giờ mới được chứng minh xác đáng hợp lý và đồng thời ngày càng trở nên hoàn thiện hơn, nhưng nó vẫn xa vời và vượt khả năng của họ vào thời điểm đó: những năm cuối thế kỷ 19 và đầu thế kỷ 20 các nhà khoa học thần kinh và các nhà tâm lý học không được trang bị những phương pháp kỹ thuật cần thiết đối với lại lĩnh vực sinh lý học thần kinh, để mà giải thích và làm sáng tỏ được các nguyên tắc cơ bản về mặt sinh học của quá trình tiếp nhận thông tin ở động vật nói chung và là ngôn ngữ ở loài người — động vật bậc cao nói riêng. Cho đến nửa sau thế kỷ 20, các phương tiện phục vụ cho lĩnh vực nghiên cứu ra đời tạo điều kiện thuận lợi cho việc bắt đầu khám phá ra quá trình ĐTHDH.

### Khám phá

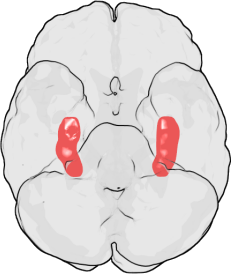
TCDH lần đầu tiên được khám phá và phát hiện ở hồi hải mã của con thỏ. Ở người hồi hải mã nằm ở thùy thái dương giữa. Hình ảnh minh họa nhìn từ phía đáy não cho thấy phần hồi hải mã được đánh dấu màu đỏ. Thùy trán nằm ở vị trí cao nhất và thùy chẩm nằm ở vị trí thấp nhất như hình.

TCDH lần đầu tiên được Terje Lømo quan sát trong phòng thí nghiệm của Per Andersen vào năm 1966, ở thủ đô Oslo thuộc nước Na Uy. Tại nơi đó, Lømo chỉ đạo thực hiện một loạt các thí nghiệm sinh lý nơron trên con thỏ đã được gây mê để tìm hiểu vai trò của hồi hải mã (hippocampus) đối với trí nhớ ngắn hạn (short-term memory). Các thí nghiệm của Lømo tập trung vào sự kết nối của các nơron, tức là synap, từ bó xuyên (perforant path) đến hồi răng (dentate gyrus). Các thí nghiệm như thế này được thực hiện bằng cách kích thích vào các sợi trước synap nằm ở đường xuyên và tiến hành ghi lại các đáp ứng từ một nhóm các tế bào hậu synap ở hồi răng.  Như đã mong đợi, một xung kích thích điện vào các sợi thần kinh của bó xuyên đã gây ra  các điện thế kích thích hậu synap (EPSPs)  ở các tế bào thần kinh của hồi răng. Điều mà Lomo đã bất ngờ quan sát được đó là sự đáp ứng của các tế bào hậu synap đối với các kích thíc xung đơn đã có thể được tăng cường trong một thời gian dài nếu như trước đó ông ấy đưa vào một chuỗi kích thích tần số cao đến các sợi tiền synap. Sau khi thực hiện một chuỗi kích hoạt, thì các kích thích đơn sóng tỏ ra mạnh mẽ hơn, các xung điện kích thích hậu synap kéo dài ra ở quần thể tế bào hậu synap (ở hồi gai). Chính nhờ vào kích thích tần số cao đã tạo ra một hiệu ứng tăng cường dài lâu ở đáp ứng của các tế bào hậu synap đôi với kích thích đơn xung sau đó mà hiện tượng này lần đầu tiên đã được gọi là "tăng cường điện thế dài hạn".
Timothy Bliss, người cũng tham gia nghiên cứu trong phòng thí nghiệm Andersen và ông cộng tác với Lømo vào năm 1968. Vào năm 1973 cả hai nhà khoa học công bố bản báo cáo đầu tiên mô tả quá trình "tăng cường điện thế diễn ra lâu"(long-lasting potentiation) ở hồi hải mã trong não thỏ. Bliss và Tony Gardner-Medwin cũng công bố bài báo cáo tương tự về tăng cường điện thế diễn ra lâu được tiến hành ở động vật chưa được gây mê và chúng vẫn còn nhận thức, và kết quả của cuộc nghiên cứu không mảy may có một chút sai khác nào như trong bản báo cáo của Bliss và Lømo. Vào năm 1975, Douglas và Goddard đưa ra thuật ngữ mới "long-term potentiation", là hiện tượng tăng cường điện thế dài hạn. Andersen cho biết thêm đó là việc mà các nhà thần kinh học chọn thuật ngữ "TCDH" chẳng qua là vì chữ viết tắt của nó dễ phát âm hơn, phiên dịch từ tiếng Anh "long-term potentiation" viết tắt là "LTP".

### Các loại mô hình và học thuyết thần kinh

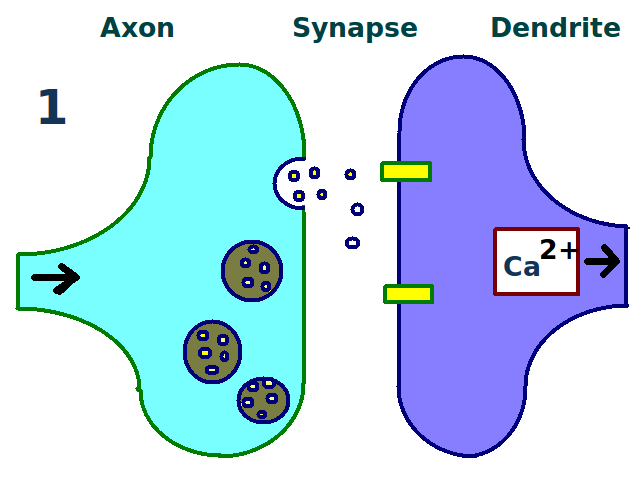
Một cấu trúc synap đáp ứng với kích thích được lặp đi lặp lại nhiều lần.

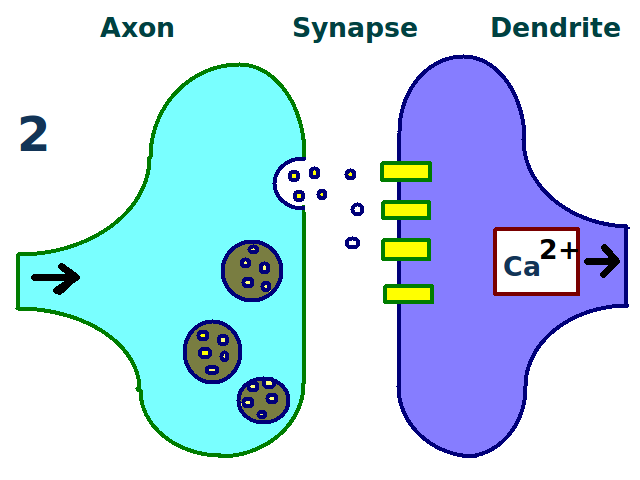
Các kích thích tần số cao làm hình thành thêm nhiều thụ thể trên sợi nhánh.

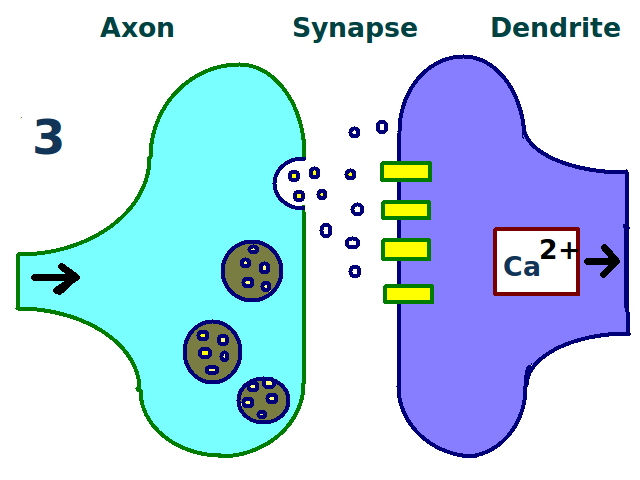
Tương ứng nhiều chất dẫn truyền thần kinh được tạo ra.

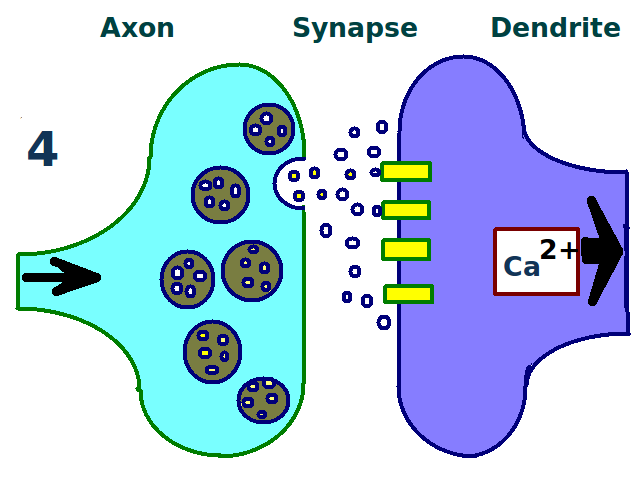
Giữa các nơron hình thành liên kết mạnh hơn tức là độ mạnh của các synap tăng lên, và chúng sẽ đáp ứng mạnh đối với loại kích thích gây ra điện thế hoạt động.

Cơ chế sinh lý của TCDH đến bây giờ vẫn chưa được hiểu rõ một cách toàn vẹn, tuy nhưng có một số mô hình ra đời đã đạt được thành công trong việc giải thích cơ chế học tập, và giới nghiên cứu hiện vẫn đang tiếp tục phát triển nó. Các nghiên cứu về gai (dendritic spines), là cấu trúc nhô ra từ các sợi nhánh (dendrites) cho thấy là về mặt hình thể cấu tạo các gai này có thể sinh trưởng và phát triển mạnh, hoặc là co rút ngắn lại và tiêu biến đi, quá trình này có thể diễn ra từ vài phút hoặc cho đến hàng tiếng và cho thấy có mối liên quan giữa điện trở của gai và độ mạnh của synap, cụ thể hơn là liên quan đến nồng độ ion calci không ổn định bên trong tế bào vì chúng chỉ hiện hữu trong khoảng thời gian ngắn. Các mô hình toán học cũng đóng góp đáng kể điển hình đó là thuyết BCM (BCM theory: Bienenstock, Cooper, and Munro 1982) cũng phụ thuộc vào nồng độ ion calci nội bào và lượng ion calci này có mối liên quan với thụ thể NMDA (cũng chính là kênh cổng điện thế). Thuyết BCM đã được phát triển kể từ những năm 1980 đến nay bằng sự chứng minh thực nghiệm dựa trên cơ sở đúng đắn về mặt sinh học. Và nguồn gốc là từ mô hình thuyết Hebb tiên nghiệm (a priori) từ thời đó đã cải biến thành thuyết BCM này, nó giải quyết được các mâu thuẫn bất ổn ở thuyết Hebb. Và ngoài ra các mô hình và nhiều loại học thuyết khác thực hiện việc tái sắp xếp hay đồng bộ hóa hoạt động điện thế dài hạn, tăng cường độ mạnh của synap, hoạt động điều chỉnh tăng số lượng thụ thể trên màng tế bào sau synap, tạo ra mối liên kết tổng thể có sự phối hợp nhịp nhàng và ăn khớp với nhau, thống nhất cả hệ thống thần kinh đầy phức tạp với sự hoàn thiện nhất.  

## Phân loại
Kể từ phát hiện đầu tiên ở hải mã thỏ, TCDH đã được quan sát thấy ở  nhiều cấu trúc thần kinh khác nhau, bao gồm vỏ não, tiểu não, thể hạnh nhân, và nhiều cấu trúc khác nữa. Robert Malenka, một nhà nghiên cứu nỗi bật về TCDH, đã đề nghị rằng TCDH có thể diễn ra ở tất cả các synap kích hoạt ở động vật có vú.
Những vùng khác sau của não biểu hiện những dạng khác nhau của TCDH. Loại TCDH đặc hiệu liên tế bào thần kinh phụ thuộc vào một số yếu tố. Một yếu tố như vậy là tuổi tác của các sinh vật khi quan sát TCDH. Vị dụ như, cơ chế phân tử của TCDH ở hồi hải mã non khác hẵn với hồi hải mã trưởng thành.  Con đường dẫn truyền thông tin được sử dụng bởi một tế bào đặc biệt nào đó cũng đóng góp vào tính đặc hiệu của TCDH hiện hành. Ví dụ như, một vài loại TCDH ở hải mã phụ thuộc vào thụ thể NMDA, còn một vài loại khác thì trông cậy vào thụ thể chuyển hóa glutamate (mGluR), phần còn lại thì phụ thuộc vào một cớ chế phân tử khác.  Thụ thể chuyển hóa hay qua con đường chuyển hóa, khi được kích hoạt bởi chất dẫn truyền thần kinh, sẽ khởi động chuỗi bậc thang các bước nội bào qua con đường hoạt hóa G-protein và hệ thống thông tin thứ 2. Quá trình này có thể điều khiển các chức năng tế bào khác nhau như hoạt động kênh ion, hoạt động enzyme hay trình diễn gene. Các thụ thể chuyển hóa này khác với các thụ thể ion, chúng kiểm soát trực tiếp các kênh ion và gây ra đáp ứng nhanh và trực tiếp. Các thụ thể chuyển hóa, ngược lại, tạo ra hiệu quả đáp ứng chậm hơn nhưng lâu dài hơn. Chính vì sự đa dạng của con đường truyền tin cũng như là sự phân bố rộng rãi của các con đường này ở não bộ, nên quá trình TCDH liên tế bào thần kinh phụ thuộc phần lớn vào vị trí giải phẩu mà quá trình TCDH được nghiên cứu mà thôi. Ví dụ như TCDH ở lộ trình sợi bên Schaffer ở hồi hải mã phụ thuộc vào thụ thể NMDA (Điều này được chứng minh khi áp dụng AP5 (2-amino-5-phosphonopentanoic acid ), một chất kháng thụ thể NMDA, chúng cản trở quá trình TCDH ở lộ trình này). Ngược lại, quá trình TCDH ở lộ trình sợi rêu thì không phụ thuộc vào NDMA, cho dù cả hai lộ trình này đều ở hồi hải mã.
Hoạt động điện tiền và hậu synap được yêu cầu để tạo ra quá trình TCDH là một tiêu chuẩn khác dùng để phân loại  quá trình TCDH. Một cách phổ biến, điều này đã cho phép phân loại quá trình TCDH vào các nhóm cơ chế là Hebb, không-Hebb và kháng Hebb. Từ việc mượn định đề Hebb, được tóm tắc qua câu châm ngôn  "các tế bào thần kinh phát xung cùng nhau nối cùng nhau" (cells that fire together wire together). Để khởi tạo TCDH kiểu Hebb đòi hỏi khử cực tiền và hậu synap đồng thời. TCDH dạng không - Hebb thì không cần sự đồng bộ đó, ví dụ như ở đường dẫn sợi rêu hồi hải mã. Một trường hợp đặc biệt khác TCDH kiểu không-Hebb là kháng - Hebb, ở đó yêu cầu sự khử cực tiền synap đồng bộ với  siêu khử cực tương quan hậu synap để khởi tạo TCDH.
Nhờ vào cơ quan có thể phỏng định được và các quá trình TCDH đã được khởi tạo, nên vùng CA1 hải mã đã trở thành vị trí mẫu chuẩn cho nghiên cứu TCDH ở động vật có vú. Đặc biệt, TCDH phụ thuộc thụ thể NPDA ở vùng CA1 hải mã trưởng thành được sử dụng nghiên cứu mô tả rộng rãi nhất.

## Tính chất của hoạt động điện thế
TCDH trên thụ thể NMDA có một vài tính chất cơ bản, bao gồm có tính đặc hiệu thông tin, tính kết hợp kích thích, tính cộng kích thích và tính bền vững.  

#### Tính đặc hiệu thông tin
Khi được khơi mào, TCDH ở một synap sẽ không lan đến synap; hay đúng hơn là quá trình TCDH đặc hiệu thông tin. Quá trình TCDH chỉ được lan truyền đến các synap đó theo nguyên tắc hổ trợ và hợp tổng. Tuy nhiên, tính đặc hiệu thông tin của quá trình TCDH có lẽ vẫn chưa hoàn thiện đối với trí nhớ ngắn hạn. Năm 1997 Frey và Morris đưa ra một mô hình để nhằm giải thích tính đặc hiệu thông tin của TCDH, được gọi là giả thuyết "đánh dấu và ghi hình synap" (synaptic tagging and capture).  

#### Tính hổ trợ
Tính hỗ trợ xuất phát từ việc quan sát rằng: khi kích thích yếu từ một đạo trình đơn độc không đủ mạnh để khởi tạo TCDH, thì sự kích thích mạnh đồng thời từ một đạo trình khác sẽ giúp khởi tạo  ở cả hai.  

#### Tính hợp tổng
TCDH được khởi tạo bởi chuỗi kích thích cương trường (chuỗi kích thích liên tục tần số cao) của một chuyển đạo đến một synap, hay bởi kêt hợp tổng nhiều kích thích yếu hơn. Khi một chuyển đạo  đến synap kích hoạt yếu, nó sẽ không đủ tạo ra khử cực hậu synap để khởi tạo quá trình TCDH. Trái lại, khi các kích thích yếu được tiến hành trên nhiều chuyển đạo được hội tụ lại một tiếp diện đơn lẻ ở màng hậu synap, thì những kích thích yếu riêng rẽ được tạo ra đó có thể bằng cách cộng dồn lại đủ để khử cực tế bào hậu synap qua đó khơi mào cho quá trình TCDH. Quá trình đánh dấu synap (dán nhãn), sẽ được thảo luận sau, có thể là cơ chế chung cho hoạt quá trình hổ trợ và quá trình hợp tổng trong tương tác kích thích ở synap. Bruce McNaughton, một nhà nghiên cứu khoa học thần kinh Canada, lý luận rằng hai đặc tính khác nhau có chăng chỉ là do khác biệt về mặt ngữ nghĩa. Và đặc biệt mới đây nhất vào ngày 26 tháng 8 năm 2020, các nhà khoa học tiến hành thực nghiệm kích thích điện thế vào một mạng lưới các gai sợi nhánh, cho thấy rằng  chỉ với ít hai gai cạnh nhau, tính hợp tổng các kích thích cũng đủ ngăn cản quá trình ỨCDH và chỉ cho quá trình TCDH diễn ra.

#### Tính bền vững
TCDH mang tính bền vững, vì đây là hoạt động duy trì từ vài phút cho đến nhiều tháng liền, có trường hợp nghiên cứu lên đến cả một năm. Chính vì vậy mà thuộc tính này là cơ sở vững chắc cho sự hình thành trí nhớ rất dài hạn. Khi được hỏi về TCDH nó sẽ kéo dài bao lâu thì Tim Bliss đã trả lời rằng: "30 năm và còn hơn thế nữa".

### Pha ngắn hạn

#### Điện thế hóa

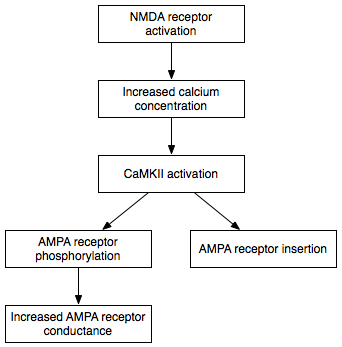
Một mô hình cụ thể và ở đây cho thấy trong giai đoạn pha ngắn hạn không có sự tổng hợp protein.

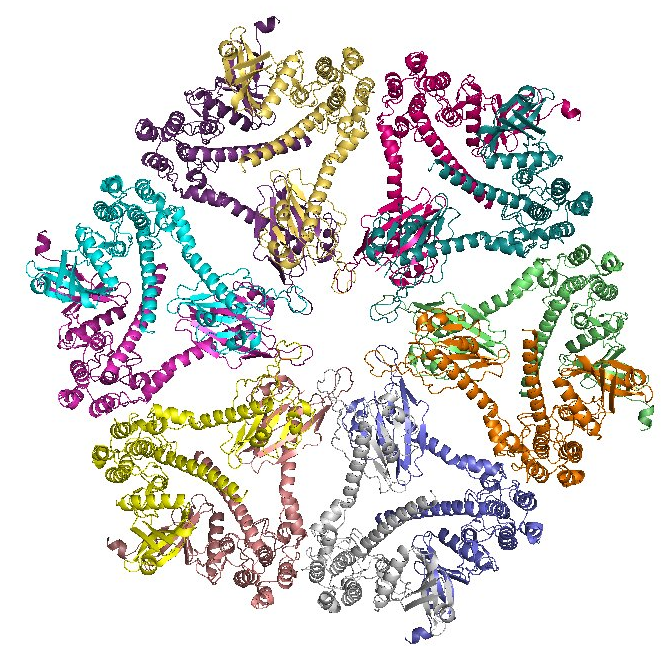
Protein kinase II phụ thuộc Ca^{2+} và calmodulin (CaMKII) là chất trung gian đóng vai trò quan trọng trong giai đoạn pha ngắn hạn, pha mà ở đó không có sự tổng hợp nên protein.

Pha ngắn hạn hay còn được gọi là điện thế hóa ngắn hạn, khởi động cho tiến trình tăng độ mạnh của synap. Và có thể nói chính pha ngắn hạn này là cơ chế của trí nhớ ngắn hạn. Với kích thích tần số cao (High-frequency stimulus) là 100 Hz trong 1 giây như trong các công trình nghiên cứu vẫn thường dùng. Dẫn đến hoạt hóa synap bằng cách giải phóng các chất dẫn truyền thần kinh thông qua cơ chế xuất bào, mà chủ yếu là glutamate. Glutamate gắn vào thụ thể AMPA, mở kênh làm lưu thông dòng chảy ion Na+, dẫn đến hiện tượng khử cực (Depolarization) tại màng sau synap. Và một loại thụ thể khác chiếm vai trò cốt lõi đó là thụ thể NMDA, nó là cơ sở cho các hiện tượng hóa sinh quá trình TCDH. Loại thụ thể này không như thụ thể AMPA, nó đã bị chặn ở vị trí đặc biệt bởi một trong hai ion Mg2+ hoặc là Zn2+, ngăn lưu thông ion Na+ và đặc biệt Ca2+ đi vào tế bào. Dòng ion Ca2+ qua thụ thể NMDA quyết định tính mềm dẻo của synap, và là thiết yếu cho quá trình học và nhớ. Loại thụ thể này cần kích thích mạnh để hoạt hóa chúng, với sự gắn vào của chất dẫn truyền thần kinh glutamate và amino acid glycine (hoặc là D-serine). Ion Ca2+ hay thụ thể NMDA là chìa khóa chuyển đổi giữa hai qua trình TCDH và ỨCDH. Đối với TCDH, nồng độ ion Ca2+ tăng trong tế bào sau synap bắt đầu hoạt hóa các enzyme, hay nói chính xác hơn là tạo ra một loạt các dòng thác tín hiệu nội bào (signaling cascade).

#### Hoạt hóa enzyme bền
Dù cảm ứng điện thế làm hoạt hóa ngắn hạn CaMKII và Protein kinase C (PKC), nhưng chúng lại là các enzyme có hoạt tính ổn định cao duy trì pha ngắn hạn của quá trình TCDH. Trong giai đoạn này, Protein Kinase Mζ (PKMζ) là dạng isoform không điển hình của PKC có nghĩa là không phụ thuộc vào ion calci, tự có khả năng hoạt hóa chính nó. Và cuối cùng các enzyme này đều có khả năng thực hiện quá trình phosphoryl hóa hình thành giai đoạn pha ngắn hạn.

#### Biến đổi sinh hóa tế bào thần kinh
Quá trình phosphoryl hóa là quá trình vận chuyển nhóm phosphat đến phân tử cần thiết khác để gây nên sự thay đổi hoạt tính sinh học của phân tử đó. Hai enzyme CaMKII và PKC được hoạt hóa chúng sẽ tiến hành phosphoryl hóa thực hiện hai cơ chế chủ yếu diễn ra ở pha ngắn hạn. Cơ chế đầu tiên và cũng là cơ chế quan trọng nhất, hai enzyme phosphoryl hóa các thụ thể AMPA hiện diện trên màng tế bào làm tăng cường hoạt động của thụ thể thông qua việc tạo ra nhiều thụ thể AMPA. Cơ chế thứ hai là các enzyme đóng vai trò là chất trung gian kiểm soát sự tăng sinh các thụ thể AMPA trên màng sau synap. Và điều quan trọng đáng chú ý hơn nữa là sự tạo thêm các thụ thể AMPA ở synap giai đoạn pha ngắn hạn không cần đến sự tổng hợp protein. Dưới tác động của kích thích thích hợp gây ra điện thế dài hạn, các thụ thể AMPA mới tạo ra được vận chuyển nhanh đến màng sau synap dưới tác động của các protein kinase. Như đã đề cập trước đó, các thụ thể AMPA là các thụ thể với chất gắn là glutamate nhiều nhất ở não và nắm giữ vai trò chủ yếu trong việc tham gia điều hòa các hoạt động mang tính hưng phấn. Bằng cách tăng hiệu quả điện thế và sinh ra nhiều thụ thể AMPA tại synap, các kích thích tiếp sau sẽ tạo ra các đáp ứng mạnh hơn ở màng sau synap.
khi mô hình pha ngắn hạn điện thế dài hạn ở trên diễn tả toàn bộ các cơ chế diễn ra ở sau synap, kích thích điện gây hưng phấn nơron, duy trì hoạt tính các enzyme và hình thành các biến đổi hóa sinh làm tăng các thụ thể sau synap, chưa dừng lại ở đó ở trước synap có thể xảy ra sự kiện làm tăng tính hưng phấn của nơron. Một giả thuyết được đưa ra của việc thuận hóa mạch nơron trước synap này chính là do hoạt tính ổn định của enzyme CaMKII ở tế bào sau synap trong pha ngắn hạn có thể dẫn đến khả năng tổng hợp "chất truyền tin ngược chiều", chi tiết sẽ nói ở tiểu đề mục sau. Theo giả thuyết này, chất truyền tin mới được tạo ra di chuyển đi từ tế bào sau synap xuyên qua khe synap để đến tế bào trước synap, dẫn đến phát sinh một loạt các sự kiện nhằm tăng tính nhạy mạch nơron, tạo điều kiện thuận lợi cho các tế bào trước synap đáp ứng đối với các kích thích theo sau trở nên dễ dàng hơn.
Các sự kiện nội bào như thế có thể làm tăng số lượng các bọc chứa chất dẫn truyền thần kinh, cũng như là tăng xác suất giải phóng các bọc. Hơn nữa không những chất truyền tin ngược chiều khởi sinh ra một số sự kiện ở trước synap như trên, mà nó còn mang chức năng là làm cho tiến trình hóa sinh ở pha dài hạn diễn ra.

### Pha dài hạn

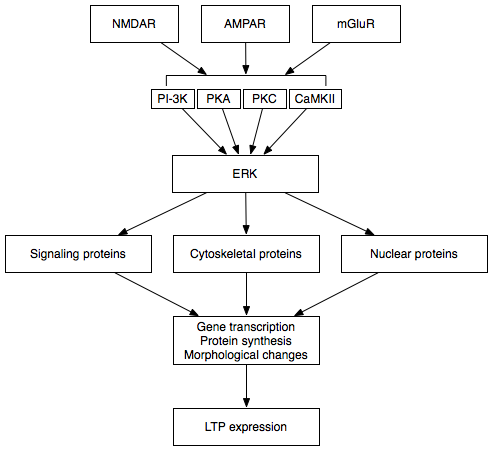
Quá trình chuyển đổi giữa pha ngắn hạn và pha dài hạn được diễn ra thông qua enzyme ERK, là enzyme điều chỉnh tín hiệu ngoại bào.

Pha ngắn hạn diễn tiến kéo dài sẽ dẫn đến xuất hiện pha dài hạn. Không như pha ngắn hạn không có sự tạo ra protein, pha dài hạn thiết yếu diễn ra quá trình phiên mã của gen và tương đương như thế có sự tổng hợp nên protein ở tế bào sau synap. Pha dài hạn lại chia thành hai thời kỳ: Thời kỳ đầu phụ thuộc vào sự tổng hợp protein, trong khi đó thời kỳ thứ hai phụ thuộc cả quá trình phiên mã và sinh tổng hợp protein tức dịch mã. Theo danh pháp khoa học thì hai thời kỳ trong pha dài hạn này thường còn được gọi là LTP2 và LTP3, và pha ngắn hạn tương ứng LTP1. 

#### Chuyển đổi pha và hình thành chuỗi các sự kiện ăn khớp nhau
Pha dài hạn diễn ra đặc trưng bởi sự thay đổi hoạt động của gen, cụ thể là các gen sẽ mã hóa và tạo ra protein. Điều này do các protein kinase hoạt tính ổn định được hoạt hóa trong pha ngắn hạn, điển hình là enzyme MAPK, protein kinase hoạt hóa các tác nhân gián phân. Thực tế, MAPK hay chính xác là phân họ của các MAPK — ERK enzyme kinase điều chỉnh tín hiệu ngoại bào — phân tử đóng vai trò là cầu nối giữa pha ngắn hạn và pha dài hạn. Bởi vì các enzyme như CaMKII và PKC trong pha ngắn hạn, mang nhiệm vụ như những dòng thác tín hiệu nội bào tất cả chúng có thể chuyển đổi tín hiệu cho ERK, bằng cách phosphoryl hóa nó dẫn đến hoạt hóa enzyme này. Theo như nghiên cứu gần đây cho thấy để xảy ra được pha dài hạn có thể phụ thuộc vào nhiều sự kiện phân tử diễn ra cùng một lúc, đó là sự kiện hoạt hóa Protein Kinase A (PKA) và tăng nồng độ calci nội bào, tiếp đó đưa protein CRTC1 (TORC1) hoạt tố phiên mã mạnh gắn vào protein CREB — protein liên kết yếu tố phản ứng AMP vòng. Pha này cần sự xảy ra của các sự kiện phân tử trong cùng một thời gian minh chứng cho bản chất tự nhiên của quá trình điện thế dài hạn, quá trình với tính thống nhất và liên kết chặt chẽ rất cao dưới mức độ phân tử gắn liền với quá trình hình thành kiến thức.  

#### Diễn tiến dài hạn
Với sự hoạt hóa của enzyme ERK, nó có thể phosphoryl hóa nhiều phân tử khác nhau trong tế bào chất và nhân để cuối cùng hình thành nên sự tổng hợp protein và làm thay đổi hình thái tế bào thần kinh trong pha dài hạn. Nằm ở nhân và bào tương gồm có các phân tử đóng vai trò là yếu tố phiên mã như là CREB. Và khi hoạt hóa ERK, enzyme này có thể phát sinh tổng hợp protein thông qua việc hoạt hóa các yếu tố phiên mã, và protein này mang nhiệm vụ cốt lõi trong việc duy trì những biến đổi thông tin mang tính dài hạn. Một protein như thế điển hình nhất là PKMζ, là enzyme kinase cũng sở hữu thuộc tính ổn định, và khi tăng hoạt động điện thế dài hạn thì sự tổng hợp của enzyme này cũng tăng theo. Như trên có đề cập đến thì PKMζ là dạng isoform không điển hình của PKC khi mà nó thiếu tiểu đơn vị điều hòa và vì thế nên hoạt động của nó vẫn chủ yếu mang tính cơ định, nghĩa là nó bền vững và ổn định hơn các loại phân tử protein khác. Không như những enzyme kinase khác trong quá trình TCDH, PKMζ khi được hoạt hóa nó tồn tại hơn 30 phút kể từ lúc xảy ra hoạt động điện thế dài hạn; nói cách khác, PKMζ là yếu tố chủ đạo để duy trì pha dài hạn. Chính vì lẽ đó nên PKMζ đóng vai trò quan trọng đối với việc duy trì thông tin ký ức đồng thời cũng được cho là trọng yếu cho trí nhớ dài hạn (long-term memory). Và thực sự là như vậy khi người ta chứng minh bằng cách đặt PKMζ dưới sự kiểm soát của chất ức chế nó trong hồi hải mã chuột kết quả dẫn đến tình trạng hội chứng quên trước (retrograde amnesia) mà không chút ảnh hưởng nào đến trí nhớ ngắn hạn; PKMζ không nắm giữ vai trò nào trong việc thiết lập con đường trí nhớ ngắn hạn. PKMζ trong nghiên cứu gần đây cho thấy rằng khả năng chính của nó không ngoài việc duy trì pha dài hạn bằng việc trực tiếp vận chuyển và tái sắp đặt lại các protein giàn ở synap làm biến đổi lý hóa tế bào thần kinh. Tuy vậy trong cuộc nghiên cứu khoảng vài năm trở lại đây, thí nghiệm làm thiếu hụt PKMζ trên loại chuột biến đổi gen lại cho ta thấy là quá trình TCDH vẫn diễn ra một cách bình thường và điều đó đã đặt ra dấu chấm hỏi cho vai trò thực sự của PKMζ.
Cố định hóa sự thay đổi độ mạnh của synap theo hướng tăng lên song song với đó chính là quá trình tăng sinh tổng hợp các cấu trúc trước và sau synap điển hình như là cúc tận cùng, gai sợi nhánh, vùng đặc sau synap (chứa rất nhiều protein đặc hiệu cho việc dẫn truyền thông tin tín hiệu). Ở mức độ phân tử, sự gia tăng các protein giàn sau synap như PSD-50 và Homer1c cũng đã cho thấy có mối tương quan nhất định đó là ổn định hóa sự phát triển cấu trúc synap.

#### Các biến đổi lý hóa tại synap
Ta có thể nhận biết được pha dài hạn diễn ra chính là nhờ vào một vài protein đặc trưng được tổng hợp nên. Và bất kể protein nào đi chăng nữa của pha dài hạn, tất cả chúng đều nhằm làm tăng số lượng gai trên sợi nhánh, mở rộng diện tích bề mặt tiếp xúc, và tăng độ nhạy màng tế bào sau synap với chất dẫn truyền thần kinh trong pha dài hạn. Sau đó là sự tăng cường tổng hợp từng loại thụ thể AMPA. Pha dài hạn cũng làm tổng hợp synaptotagmin ở trước synap và tăng số lượng bọc synap, tức có nghĩa là pha dài hạn không chỉ tăng sinh tổng hợp protein ở tế bào sau synap, mà còn ở tế bào trước synap. Như đã đề cập từ trước, sự tổng hợp protein ở sau synap cũng làm gây ra quá trình tương tự ở trước synap, và cần phải có quá trình truyền tin từ tế bào sau synap đến tế bào trước synap. Điều này xảy ra thông qua quá trình tổng hợp chất truyền tin ngược chiều, sẽ được bàn luận đến ở mục sau.
Ngay cả khi các nghiên cứu chỉ giới hạn ở các tế bào sau synap, các nhà điều tra nghiên cứu không thể xác định rõ vị trí tổng hợp nên protein, quá trình diễn ra đặc trưng trong pha dài hạn. Không rõ liệu rằng quá trình tổng hợp protein diễn ra ở thân tế bào sau synap hay là ở sợi nhánh. Mặc dù là sớm đã được quan sát cấu trúc ribosome (thành phần chính của bộ máy tổng hợp protein) ở sợi nhánh tế bào thần kinh từ lúc khoảng những năm 1960, thế nhưng ở tại thời điểm ấy người ta cho rằng thân tế bào thần kinh (soma) mới là vị trí mà quá trình tổng hợp protein chiếm ưu thế vượt trội so với những cấu trúc còn lại. Lập luận này thực sự không có gây ra tranh cãi nào cho đến những năm 1980, khi mà các nhà điều tra nghiên cứu báo cáo có hiện tượng tổng hợp protein ở sợi nhánh dù nó đã bị cắt đứt ra khỏi thân tế bào. Và khoảng hai thập kỷ trở lại đây, các nhà nghiên cứu chứng minh rằng sự tổng hợp protein mang tính cục bộ lại cần thiết cho vài loại quá trình TCDH.
Một lý do nữa để giải thích nhằm kiểm định giả thuyết tổng hợp nhiều protein cục bộ ở tế bào thần kinh này, đó là cơ chế này là khả thi và đồng thời nó phù hợp với tính đặc hiệu của TCDH. Nếu quá trình tổng hợp protein nó mang tính cục bộ ở trong pha dài hạn, thì chỉ ở các gai trên sợi nhánh đón nhận các kích thích đủ gây ra TCDH sẽ trải qua quá trình đó; điện thế hoạt động sẽ không truyền đến synap kế tiếp. Trái lại là, toàn bộ quá trình tổng hợp ra protein xảy ra trong thân tế bào và có sự vận chuyển protein ra từ trong thân đến mọi nơi của tế bào, bao gồm cả ở những synap không nhận kích thích gây ra điện thế dài hạn. Như thế là giả thuyết cơ chế tổng hợp protein cục bộ không nói lên điều gì cả về tính đặc hiệu của synap, bởi việc chứng minh ở trên. Tuy nhiên, giả thuyết "dấu vết synap" lại thống nhất được một cách thành công về tính đặc hiệu cả về tính liên kết của synap và nhất quán với quá trình tổng hợp protein toàn phần.

### Con đường truyền tin ngược chiều
Con đường này vẫn hiện còn là giả thuyết và người ta đang cố gắng tìm ra các bằng chứng hoàn hảo để chứng minh nó, khi TCDH gây ra những biến đổi lý hóa ở tế bào sau synap, có một số bằng chứng cho ta thấy được là quá trình biến đổi này nó cũng diễn ra ở tế bào trước synap. Giả thuyết này được đặt tên dựa trên sự dẫn truyền trực tiếp qua synap ngược chiều so với bình thường, tức là xuất phát từ tế bào sau synap đến tế bào trước synap. Để mà các biến đổi hình thái do điện thế thần kinh gây ra ở sau synap cũng gây ra biến đổi tương tự ở phần nào đó của tế bào trước synap, trước hết thông tin phải di chuyển từ tế bào sau synap đến tế bào trước synap theo hướng ngược lại. Khi tín hiệu mang ý nghĩa thông tin hiện hữu ở trước synap làm khởi động một loạt các sự kiện dẫn tới các biến đổi lý hóa ở đó. Điển hình là làm tăng tổng hợp các bọc synap, tăng xác suất giải phóng các bọc chứa chất dẫn truyền thần kinh.
Con đường truyền tin ngược chiều (retrograde signaling) cho đến hiện tại vẫn đang là chủ đề gây tranh cãi khi mà một số nhà nghiên cứu thần kinh học họ không tin vào tế bào trước synap có diễn ra bất cứ thay đổi nào trong cấu trúc. Ngoài giả thuyết gây tranh cãi này, đặc điểm hình thể của chất truyền tin cũng là vấn đề tranh luận. Thời đó người ta cho rằng đó là nitric oxit, trong khi đó các bằng chứng gần đây nhất lại nói rằng đó là các protein bám trên bề mặt tế bào.

### Dấu vết synap
Trước khi giả thuyết tổng hợp protein cục bộ đạt được những ý nghĩa sinh học quan trọng, thì nhìn chung tất cả đều thống nhất rằng sự tổng hợp nên protein là không thể không diễn ra ở pha dài hạn điện thế, và sự tổng hợp này diễn ra trong thân tế bào thần kinh. Hơn thế nữa, protein tạo ra được vận chuyển trong phạm vi cả tế bào, chúng không đặc thù. Vì thế điều này đặt ra vấn đề nhức nhối chính là làm thế nào mà việc protein có thể tổng hợp trong thân tế bào mà không làm ảnh hưởng đến tính đặc hiệu thông tin của điện thế dài hạn. Giả thuyết dấu vết synap cố gắng làm sáng tỏ và giải quyết vấn đề nan giải việc protein lại hình thành trong thân của tế bào và bên cạnh đó nó còn đảm bảo dấu vết này chỉ tồn tại ở các synap có tiếp nhận các kích thích gây ra TCDH.
Giả thuyết dấu vết synap nói rằng một "dấu vết synap" tồn tại khi mà bản thân synap đó đón nhận kích thích làm cho xảy ra điện thế dài hạn, và dấu vết synap này được tạo ra nhằm để "bắt giữ" các protein liên quan đến tính thích ứng trong số tất cả protein được tạo ra ở thân tế bào và được vận chuyển khắp nơi trong tế bào. Các nghiên cứu về quá trình TCDH ở loài sên biển Aplysia californica đã chỉ ra rằng dấu vết synap là cơ chế giải thích cho tính đặc hiệu thông tin của quá trình này. Có một số bằng chứng được đưa ra dựa trên hai synap với khoảng cách nhất định, khi kích thích hoạt hóa điện thế dài hạn cho một trong hai synap làm vận hành một vài dòng thác tín hiệu (đã được mô tả ở trên) và làm khởi động nên tiến trình mã hóa gen trong nhân tế bào. Tại synap như thế (loại synap có tiếp nhận kích thích) bắt đầu tạo ra dấu vết synap chỉ với thời gian ngắn (ít hơn ba tiếng đồng hồ), tiếp theo đó là diễn ra quá trình sinh tổng hợp protein ở phạm vi cục bộ, tức là bắt giữ các protein mềm dẻo. Gen mã hóa tạo nên các sản phẩm và các sản phẩm này được vận chuyển toàn thể xuyên suốt đến mọi nơi trong tế bào, và chúng chỉ được bắt giữ bởi các synap đã hình thành dấu vết điện thế. Protein mềm dẻo liên quan đến sự phát triển độ mạnh của synap, chúng làm cho quá trình điện thế hóa ngày càng dài hạn hơn. Vì thế nên chỉ có synap tiếp nhận kích thích gây ra điện thế dài hạn được cho là có khả năng như trên, minh chứng cho tính đặc hiệu thông tin của quá trình này.
Giả thuyết dấu vết synap cũng đồng thời giải thích cho tính kết hợp kích thích và tính cộng kích thích. Tính kết hợp kích thích (xem phần Tính chất) thể hiện khi một synap chỉ nhận kích thích yếu nên nó phải phối hợp kích thích đủ để hoạt hóa điện thế dài hạn từ synap khác. Trong khi mà một synap được cho là đạt được kích thích đủ mạnh để xảy ra diễn tiến điện thế dài hạn (bởi vì là kích thích đơn với cường độ yếu không đủ để gây ra hoạt động điện thế dài hạn ở tại synap còn lại), nhưng kết quả thực sự là cho thấy cả hai synap đều trải qua hoạt động điện thế dài hạn. Khi mà các kích thích yếu không có khả năng thúc đẩy sự hình thành protein trong thân tế bào, thì chúng lại có thể hình thành dấu vết synap. Kích thích mạnh diễn ra cùng lúc ở synap khác, có khả năng gây ra sự tổng hợp protein liên quan đến tính mềm dẻo, và chúng được vận chuyển trong phạm vi tế bào. Bằng việc thiết lập dấu vết synap ở cả hai synap nên các synap này đều bắt giữ các sản phẩm protein làm tăng cường thêm các cấu trúc tại synap, đặc trưng cho TCDH.
Tính cộng kích thích thể hiện khi cả hai synap được hoạt hóa bởi các kích thích yếu riêng rẽ từng synap không đủ gây ra điện thế hoạt động dài hạn. Nhưng nhờ vào kích thích yếu diễn ra đồng thời, cả hai synap diễn ra quá trình điện thế dài hạn theo hiệu quả phối hợp. Dấu vết synap không giải thích rằng làm thế nào nhiều kích thích yếu lại có thể dẫn và tập trung lại thành một khối đủ để gây ra điện thế dài hạn (Điều này được giải thích bởi cộng hưởng kích thích sau synap đã được mô tả ở trên). Hay đúng hơn là dấu vết synap giải thích khả năng đáp ứng kích thích yếu của synap, không có một synap nào có thể độc lập tạo ra TCDH, và rồi để nhận tập hợp các phân tử protein được tổng hợp ra. Như đã đề cập ở trên, tính cộng kích thích có thể đạt được thông qua việc hình thành dấu vết synap ứng với kích thích yếu.

### Ảnh hưởng của các hoạt tử sinh học lên TCDH
| Hoạt hóa                       | Kết quả                                            |
| ------------------------------ | -------------------------------------------------- |
| Thụ thể β-Adrenergic           | Tăng hoạt hóa AMP vòng và tăng cường tín hiệu MAPK |
| Nitric oxide synthase          | Hoạt hóa Guanylyl cyclase, PKG, thụ thể NMDA       |
| Thụ thể Dopamine               | Tăng hoạt hóa AMP vòng và tăng cường tín hiệu MAPK |
| Thụ thể Glutamate metabotropic | Hoạt hóa PKC và tăng cường tín hiệu MAPK           |

Như đã đề cập ở trên, các phân tử được xem như là các chất trung gian chúng điều phối các hoạt động điện thế dài hạn. Chẳng hạn như là thụ thể NMDA hoặc ion calci, đóng vai trò thiết yếu cho hoạt động điện thế dài hạn bởi vì dưới mọi điều kiện để cho quá trình này có thể diễn ra thì không thể thiếu các phối tử trên. Và ngược lại, chất điều hòa là những phân tử mang chức năng làm giảm TCDH, khi hoạt động điện thế diễn ra quá mức ở synap.
Chưa dừng lại ở đó ngoài việc con đường truyền tin của các protein kinase làm hoạt hóa điện thế hoạt động dài hạn diễn ra ở hồi hải mã đã được mô tả ở trên, thì quá trình này cũng có thể diễn ra bởi các phân tử khác. Ví dụ như hormone estradiol — một loại steroid — có khả năng cường hóa hoạt động điện thế dài hạn bằng cách vận hành cơ chế làm phosphoryl hóa protein CREB và dẫn đến làm tăng cấu trúc gai sợi nhánh tạo thêm synap mới. Thêm vào đó, các chất điển hình như là norepinephrine gắn vào thụ thể β-adrenergic cũng góp phần làm quá trình tổng hợp nên protein pha dài hạn diễn ra thuận lợi, trong khi đó sự hiện diện của propranolol, chất ức chế thụ thể β-adrenergic chặn đứng diễn tiến ở pha dài hạn. Và sự hoạt động của enzyme nitric oxide synthase xúc tác cho phản ứng tạo NO từ acid amino L-arginine cũng đồng thời làm hoạt hóa enzyme guanylyl cyclase và PKG. Tương tự như thế, hoạt hóa các thụ thể dopamine có thể làm tăng cường hoạt động điện thế dài hạn thông qua con đường truyền tin PKA phụ thuộc AMP vòng.

## TCDH liên kết với trí nhớ hành vi ở động vật
Khi quá trình TCDH diễn ra tại các synap trong tế bào nuôi cấy dường như chỉ cho ta thấy được cơ chất-phân tử đơn giản gắn liền với quá trình học tập và lưu giữ kí ức diễn ra. Nhưng đối với quá trình học tập hành vi — tức là quá trình học ở mọi cấp bậc của mọi loài sinh vật — không thể đơn giản hóa bằng việc ngoại suy từ các nghiên cứu trong phòng thí nghiệm. Vì lý lẽ đó, cho đến hiện tại đã có nhiều cuộc nghiên cứu đáng kể với nỗ lực to lớn nhằm chứng minh rằng liệu quá trình TCDH có cần thiết cho điều kiện hóa hành động — loại học tập và lưu giữ thông tin ở tất cả động vật sống. Cũng bởi vì điều này, mà TCDH cũng đóng vai trò quyết định trong quá trình hình thành và xử lý các đáp ứng sợ.  

### Trí nhớ không gian

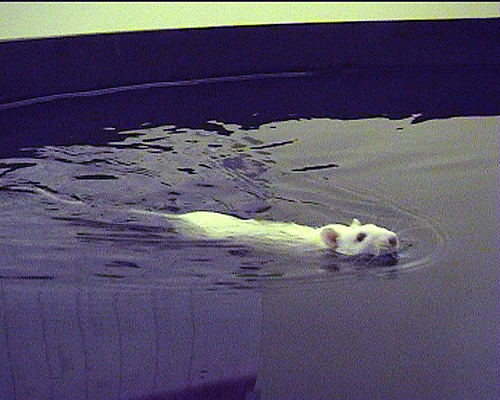
Thực nghiệm trên con chuột trong mô hình mê cung nước Morris đã chứng minh được tầm quan trọng của thụ thể NMDA trong quá trình thiết lập trí nhớ không gian.

Vào năm 1986, Richard Morris đã đưa ra bằng chứng đầu tiên chứng minh rằng TCDH thực sự rất cần thiết cho sự hình thành trí nhớ ở sinh vật (in vivo). Ông đã thực nghiệm trí nhớ không gian ở con chuột bằng cách làm thay đổi các tiến trình dược lý học trong hồi hải mã, một cấu trúc của não mà đã được chứng minh là rất quan trọng trong sự hình thành trí nhớ không gian. Các con chuột được tiến hành thí nghiệm trong mô hình mê cung nước Morris, khi con chuột bơi trong bể hồ nước đục trí nhớ không gian đóng nhiệm vụ giúp con chuột định vị được nơi an toàn trong mê cung nước. Trong thí nghiệm này khi thả con chuột vào bể nước, con chuột bình thường sẽ vùng vẫy hết sức bơi cho đến khi tìm ra nơi an toàn — mặt phẳng với diện tích đủ để con chuột đứng trên đó và thoát khỏi việc chết chìm — được đặt ở vị trí xác định có thể dễ dàng nhận ra được (hoặc là thấy hoặc là tiếp xúc vật lý) trong phạm vi mê cung nước này. Trước khi cho những con chuột thực hiện nhiệm vụ tìm đường thoát thân trong mê cung nước đó, thực hiện đưa nhiều phân tử APV vào hồi hải mã chính là chất cạnh tranh với glutamate làm ức chế thụ thể NMDA ở nhóm thứ nhất, trong khi đó nhóm còn lại thì không tác động gì đến các cấu trúc thần kinh của chúng. Cả hai nhóm sau đó được tiến hành thực hiện nhiệm vụ tìm đường thoát trong mê cung nước để kiểm nghiệm trí nhớ không gian của chúng. Kết quả nghiên cứu cho thấy với nhóm chuột bình thường thì chúng có khả năng xác định vị trí nơi an toàn và từ đó nó thoát chết, và ở nhóm còn lại chúng bơi loạn xạ trong nước, với nhiều phân tử APV trong hồi hải mã, trí nhớ không gian đã bị tổn thương đáng kể. Hơn đó nữa, khi tiến hành cắt hồi hải mã ở hai nhóm ra và khảo sát, quá trình TCDH diễn ra một cách dễ dàng ở nhóm bình thường, nhưng nó lại không thể diễn ra ở những con chuột mà hồi hải mã của nó chứa đầy phân tử ức chế hoạt động thần kinh như APV. Chính điều này là bằng chứng sớm cho thấy được là thụ thể NMDA hay chính xác hơn là TCDH thiết yếu cho ít nhất một số phân loại học tập cũng như là trí nhớ. 
Tương tự như thế vào năm 1996, Susumu Tonegawa đã chứng minh phân khu CA1 hồi hải mã đóng vai trò cốt yếu trong việc tạo lập trí nhớ không gian ở đối tượng con chuột. Có một loại tế bào được gọi là tế bào chỗ (place cell) nằm ở phân khu này trở thành dạng hoạt động chỉ khi con chuột ở trong vị trí đặc biệt — được gọi là phạm vi nơi chốn — trong môi trường. Bởi vì phạm vi nơi chốn này hiện diện ở mọi nơi nên con chuột cần phải học để sinh tồn, có một sự giải thích đó là sự học này do các nhóm tế bào chỗ tạo ra thành nhiều bản đồ trong hồi hải mã. Chính vì sự chính xác của các bản đồ thế này đã định đoạt tiến trình học không gian ở con chuột, giúp con chuột nhận thức được xung quanh cũng như là có thể tìm ra con đường trong môi trường đó. Tonegawa đã khám phá ra rằng khi thực nghiệm làm suy yếu hoạt động thụ thể NMDA, đó là loại bỏ đi gen mã hóa tiểu đơn vị NR1 trong vùng CA1, bản đồ không gian đã được tạo ra nhưng về thực chất ít đặc hiệu hơn so với những con chuột bình thường. Tức có nghĩa là, con chuột lúc này tạo ra bản đồ không gian sai lệch khi thụ thể NMDA bị suy biến đi. Và kết quả không khó đoán lắm, những con chuột này thực hiện rất kém các nhiệm vụ liên quan đến không gian khi so sánh với lại nhóm bình thường, đồng thời minh chứng về vai trò của quá trình TCDH quan trọng như thế nào trong học tập không gian. 
Và cứ theo nguyên lý như thế, tăng cường hoạt động của thụ thể NMDA sẽ làm tăng cường TCDH và cải thiện hoàn toàn trí nhớ không gian. Vào năm 1999, Ya-Ping Tang và các cộng sự tạo ra dòng chuột biến đổi gen bằng cách cấy thêm gen mã hóa tiểu đơn vị NR2B vào hồi hải mã, nhằm mục đích làm tăng hoạt động thụ thể NMDA. Kết quả tạo ra giống chuột thông minh, với tên của nó là "Doogie" vì lấy tên từ bác sĩ Doogie Howser người rất giỏi và rất phi thường, nhưng chỉ là nhân vật hư cấu. TCDH mạnh hơn gấp nhiều lần, hoàn thành một cách xuất sắc mọi nhiệm vụ học tập cũng như là thể hiện trí nhớ không gian với mức độ siêu việt của chúng. Tất cả nhằm làm nhấn mạnh tầm quan trọng của TCDH đối với khả năng nhớ ở tất cả sinh vật sống.

### Cơ chế thần kinh cho sự sinh tồn ở động vật
Vào năm 2006, Jonathan Whitlock và các đồng nghiệp đã báo cáo một loạt các thí nghiệm — đồng thời cũng là các bằng chứng đầy sức thuyết phục nhất — về vai trò của TCDH đối với lại trí nhớ hành vi, nhằm chứng tỏ để đưa ra kết luận rằng TCDH là cơ sở nền tảng cho quá trình học tập hành vi, cả hai quá trình này đều phải diễn ra một cách đồng thời và không thể tách rời nhau. Các nhà nghiên cứu áp dụng mô hình học tập tránh khỏi sự ức chế như sau, họ thực nghiệm trên chuột trong hai buồng sáng và tối, ở lối vào trong buồng tối thực hiện đặt cố định thiết bị gây sốc điện ở chân khi giẫm vào. Tiến hành phân tích các synap phân khu CA1 hồi hải mã cho thấy rằng khi con chuột gặp phải những tác nhân ngoại cảnh làm ức chế chúng như điện giật thì thụ thể AMPA cũng được phosphoryl hóa giống như quá trình TCDH diễn ra trong các mẫu vật thí nghiệm; tức đồng thời điều đó có nghĩa là, quá trình TCDH xảy ra khi sinh vật gặp phải tác nhân ức chế nhằm mục đích làm chúng tránh né khỏi những mối nguy hại từ thế giới tự nhiên. Hơn nữa, các synap được điện thế hóa khi gặp phải tác nhân ức chế sẽ không trải qua điện thế hóa nữa nếu thực nghiệm loại ức chế tương tự trong phòng thí nghiệm; tức nói theo cách đơn giản hơn đó chính là đáp ứng sợ và điều kiện hóa hành động tránh né tác nhân nguy hiểm bản chất chính là TCDH. Khi đưa ra bài viết, Timothy Bliss và cộng sự thấy được rằng các thí nghiệm này cũng như là các thí nghiệm liên quan "về thực chất làm sáng tỏ quá trình TCDH là cơ chế cho các hoạt động tâm thần, lưu trữ thông tin và kí ức".  

## Ý nghĩa hoạt động thần kinh trên lâm sàng
Điện thế hóa dài hạn — cơ chế căn bản thể hiện tính mềm dẻo của synap — gây nên những biến đổi dài hạn của học-nhớ-điều kiện hóa. Và một cơ chế phân tử thần kinh quan trọng như thế, nếu không muốn nói là bậc nhất ở động vật bậc cao như loài người, lại liên quan khá ít trong việc phát sinh các bệnh lý liên quan đến hệ thần kinh. Tuy nhiên là, nếu quá trình TCDH diễn ra theo cách bất thường, thì sẽ có thể gây ra một số bệnh đặc trưng trong lĩnh vực thần kinh học, bao gồm có trầm cảm, bệnh Parkinson, động kinh, và đau thần kinh. Ngoài ra tác động của quá trình ĐTHDH đến bệnh Alzheimer cũng không ngoại lệ và nó còn có mối liên quan mật thiết đối với các chất gây nghiện.  

### Cơ chế thần kinh của bệnh Alzheimer

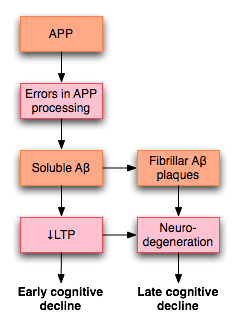
Trong bệnh Alzheimer quá trình xử lý và biến đổi protein tiền chất của phân tử amyloid (APP) sai hỏng làm phá vỡ hoạt động điện thế dài hạn và điều này được cho là sẽ dẫn đến suy giảm nhận thức sớm ở những người mắc phải căn bệnh này.

Quá trình TCDH đã nhận được sự quan tâm chú ý từ các nhà khoa học nghiên cứu bệnh Alzheimer, một loại bệnh thoái hóa thần kinh gây nên sự suy giảm nhận thức và mất trí nhớ. Và nhiều loại bệnh làm hủy hoại chức năng nhận thức-vận động chúng gắn liền với sự thoái hóa cấu trúc thần kinh ở hồi hải mã và các cấu trúc nằm ở thùy thái dương giữa. Nhiều nhà khoa học với nhiều công trình nghiên cứu khác nhau đã chứng minh được vai trò quan trọng của quá trình TCDH ở hồi hải mã, thế nên có một vài người trong số họ suy đoán rằng các hoạt động nhận thức bị suy giảm ở những bệnh nhân mắc phải căn bệnh Alzheimer có thể nguyên nhân là do sự sai hỏng quá trình TCDH. 
Khi đọc lại các văn bản và tài liệu y khoa vào năm 2003, Rowan và cộng sự đã đưa ra mô hình nhằm giải thích TCDH ảnh hưởng như thế nào đến bệnh Alzheimer. Duy chỉ cần một vài quá trình xử lý APP (loại protein tiền chất của phân tử Amyloid) bị sai hỏng là đủ để gây nên căn bệnh Alzheimer. Kết quả là dẫn đến việc tích lũy các protein bất thường với tên gọi Amyloid β (Aβ). Aβ tồn tại dưới hai dạng, dạng hòa tan (solube form) hoặc là sợi nhỏ (fibrillar form). Quá trình xử lý APP bị "lỗi" sẽ dẫn đến hình thành nhiều Aβ dạng hòa tan, và điều đó theo như giả thuyết của Rowan, là làm suy yếu đi hoạt động điện thế dài hạn ở hồi hải mã và điều này gây ra tình trạng suy giảm nhận thức có thể nhận biết được trong giai đoạn đầu của bệnh Alzheimer. 
Bệnh Alzheimer đồng thời có thể làm suy giảm hoạt động điện thế thông qua cơ chế khác so với cơ chế như trên đã đề cập. Đã có một cuộc nghiên cứu chứng minh rằng đám rối protein Tau — chỉ điểm bệnh lý của bệnh Alzheimer — hình thành trong sợi thần kinh làm tăng sinh enzyme PKMζ ở các cấu trúc giải phẫu liên quan đến trí nhớ, và các enzyme này tích tụ lại thành một khối chúng bắt đầu tiến trình phá vỡ con đường dẫn truyền phân tử glutamate qua synap. Kết quả dẫn đến trí nhớ bị suy kém và tổn thương, dù cho enzyme này nó cũng đóng vai trò chủ đạo trong quá trình TCDH.

### Các chất gây nghiện tác động đến tính hưng phấn của synap
Các công trình nghiên cứu gần đây trong lĩnh vực y khoa về ảnh hưởng của hệ thần kinh gây ra bởi các chất gây nghiện cũng tập trung vào TCDH, nguyên nhân là do xuất hiện giả thuyết đó là các chất gây nghiện làm hoạt hóa quá trình học tập và lưu trữ thông tin rất mạnh. Nghiện là một phức hợp hiện tượng và hành vi liên quan thần kinh nằm ở nhiều khu vực khác nhau của não, đặc biệt nhất là ở khu vực mái bụng (ventral tegmental area) và nhân nghiên (nucleus accumbens). Các cuộc nghiên cứu cũng đã chứng minh được rằng ở khu vực mái bụng và nhân nghiên, TCDH có khả năng diễn ra  và chính quá trình TCDH này có thể lý giải cho hành vi đặc trưng của nghiện.